# Velkokníže
Titul velkokníže (rus. великий князь – velikij kňaz) nosili
- knížata Kyjevské Rusi až do ztráty vlády Vladimirsko-Suzdalské Rusi roku 1169 resp. až do nadvlády Mongoly roku 1240,
  - poté mongolsko-tatarští chánové propůjčovali titul pokaždé jednomu ruskému vazalskému knížeti (např. roku 1252 Alexandru Něvskému z Novgorodu, roku 1264 Jaroslavu III. či roku 1331 Ivanu I. Kalitovi Moskevskému);
- od roku 1331 knížata Velkoknížectví moskevského a ruští carové;
- panovníci Litvy v letech 1203–1795, viz Velkoknížectví litevské;
- rakouští panovníci Sedmihradska v letech 1765–1918;
- ruští panovníci Velkoknížectví finského do roku 1917/18.

V Rusku od 18. století – v době absolutismu se tituly „velkokníže“ (rus. „Великий Князь“ – velikij kňaz) a „velkokněžna“ (rus. „Великая Княжна“ či „Великая Княгиня“ – velikaja kňažna nebo velikaja kňagiňa) začaly používat pro děti (mužského i ženského pohlaví) panujícího monarchy, což bylo oficiálně stvrzeno v Nařízení o imperátorské rodině cara Pavla I. z 5. dubna 1797. Titul v zásadě odpovídal, třebaže ne zcela, evropskému titulu „princ“ nebo „kníže“ (angl. „prince“, špan. „príncipe“, něm. „Prinz“ ap.]. Titul „velkokníže“ dával jeho držiteli formální právo být jedním z pretendentů trůnu Ruského impéria. Velkokníže mohl ovšem také být rozhodnutím imperátora titulu zbaven, pokud okolnosti jeho narození nebo života byly v rozporu s články Nařízení, stanovujícími požadavky na osoby vhodné k nastoupení na trůn. V ruském impériu byl člen imperátorské (= carské) rodiny oslovován titulem „Vaše imperátorská Výsosti“ («Ваше императорское высочество»). Tento titul měli členové carské rodiny, příbuzní imperátora (cara): „Titul velkoknížete, velkoněžny a imperátorských Výsostí přináleží synům, dcerám, bratrům, sestrám, a po mužské linii též všem vnukům imperátora.“ (Úplná sbírka zákonů ruského impéria, sv. XXIV, 1830). Podle nařízení Alexandra III., vydaného s cílem omezit počet osob nosících tento titul (a snížit tak náklady zatěžující státní pokladnu, neboť s titulem byly spojeny nemalé finanční požitky), mohli jej nosit pouze děti a vnuci imperátora. Pravnuci a další nosili titul „kníže imperátorské krve“.
V anglickém a francouzském jazyce byli také ruští carští princové a princezny, od 18. století až do svržení carství roku 1917, označovaní titulem „velkokníže“ resp. „velkokněžna“ , překládáno poněkud nepřesně jako „grand duke“ nebo „grand-duc“ resp. „grand duchess“ nebo „grande-duchesse“ – (což je přesně vzato velkovévoda/velkovévodkyně) namísto „grand/great prince“ nebo „grand-prince“ resp. „grand/great princess“ a „grande-princesse“.